# Miriana Conte
Miriana Conte (2000. december 17. – ) olasz származású máltai énekesnő. Ő képviselte Máltát a 2025-ös Eurovíziós Dalfesztiválon Bázelben, a Serving című dallal és a tizenhetedik helyen végzett.

## Pályafutása
2016. december 21-én bejelentették, hogy Conte a Don’t Look Down című dallal a tizenhat kiválasztott versenyző egyikeként részt vesz a Malta Eurovision Song Contest 2017 versenyen. A döntőben, 2017. február 18-án, a tizenhatodik, utolsó helyen végzett 156 szavazattal.
2017. október 11-én ismét bejelentették, hogy a Malta Eurovision Song Contest 2018 tizenhat döntőse között szerepel. A versenyen végül Rocket című dalával a 12. helyet szerezte meg 14 ponttal.
2018-ban Conte részt vett az X Factor Malta első évadában, ahol társalapítója volt a 4th Line nevű formációnak, amely egészen a második élő adásig jutott. 2019-ben kilépett az együttesből, és ugyanebben az évben szólóénekesként is megpróbálkozott az X Factor Malta második évadában, ám ekkor nem jutott a döntőbe. Szintén ebben az évben egy máltai művészekből álló csoporttal közösen részt vett a Roll the Dice című dal felvételében, amely a máltai Pride hivatalos dala volt.
2022-ben a Look What You’ve Done Now című dallal versenyzett a Malta Eurovision Song Contest döntőjében, ahol a hatodik helyen végzett. 2023. október 18-án bejelentették, hogy Venom című dalával ismét részt vesz a Malta Eurovision Song Contest 2024 versenyen. A sorsolás alapján a negyedik, egyben utolsó bemutatkozó műsorban, november 17-én lépett színpadra. A forduló végén kihirdették, hogy bejutott a 2024. február 3-án megrendezett döntőbe, ahol végül a kilencedik helyen végzett 25 ponttal.
2024. december 12-én a PBS bejelentette, hogy az énekesnő ötödjére is résztvevője lesz a máltai eurovíziós nemzeti válogatónak. Kant című versenydalával továbbjutott a második elődöntőből a február 8-i döntőbe, ahol a máltai és a nemzetközi zsűri, valamint közönség pontjai alapján 182 ponttal megnyerte a versenyt, így ő képviselhette Máltát az Eurovíziós Dalfesztiválon. Március 13-án bejelentették, hogy a dal címe a versenyre Servingre változott.
Az Eurovíziós Dalfesztivál május 15-én rendezett második elődöntőjéből kilencedik helyezettként jutott tovább a döntőbe, ahol végül a tizenhetedik helyen végzett.

## Magánélete
Conte félig olasz, édesapja Nápolyból származik, és üzletemberként dolgozik. 2023-ban figyelemhiányos hiperaktivitás-zavart diagnosztizáltak nála. 2025 márciusában bejelentette, hogy barátnője van.

## Diszkográfia

### Kislemezek
- 2017: Don’t Look Down (Malta Eurovision Song Contest 2017 – 16. helyezés)
- 2018: Rocket (Malta Eurovision Song Contest 2018 – 12. helyezés)
- 2022: Look What You’ve Done Now (Malta Eurovision Song Contest 2022 – 6. helyezés)
- 2024: Venom (Malta Eurovision Song Contest 2024 – 9. helyezés)
- 2025: Kant (Malta Eurovision Song Contest 2025 – 1. helyezés)
- 2025: Serving (A Malta Eurovision Song Contest 2025 győztes dal eurovíziós változata)